# Old Sodbury
Old Sodbury är en by i civil parish Sodbury, i distriktet South Gloucestershire, i grevskapet Gloucestershire i England. Byn är belägen 37,9 km 
från Gloucester. Orten har 656 invånare (2015). Old Sodbury var en civil parish fram till 1946 när blev den en del av Sodbury. Civil parish hade 837 invånare år 1931. Byn nämndes i Domedagsboken (Domesday Book) år 1086, och kallades då Sopeberie.